# Lea Wallewein
Lea Wallewein (* 5. Oktober 1992) ist eine ehemalige deutsche Skispringerin.

## Werdegang
Wallewein, die für den SK Meinerzhagen startet, gab ab 12. August 2007 in Bischofsgrün ihr Debüt im Skisprung-Continental-Cup. In den ersten Springen erreichte sie jedoch nur Plätze außerhalb der Punkteränge. Bei den Deutschen Meisterschaften im Skispringen der Damen 2008 belegte sie im Einzelspringen den 11. Platz. Im Teamspringen erreichte sie gemeinsam mit Ann-Kristin Ahlers den 6. Platz. Am 18. Januar 2009 gelang ihr mit dem 28. Platz in Baiersbronn erstmals der Sprung in die Punkteränge. Mit den drei gewonnenen Punkten belegte sie am Ende der Saison 2008/09 gemeinsam mit ihrer Landsfrau Sarah Pöppel den 81. Platz in der Continental-Cup-Punkte.

## Erfolge

### Continental-Cup-Platzierungen
| Saison  | Platz | Punkte |
| ------- | ----- | ------ |
| 2008/09 | 81.   | 3      |